# 神龍院梵舜
神龍院 梵舜（しんりゅういん ぼんしゅん、天文22年〈1553年〉 - 寛永9年11月18日〈1632年12月29日〉）は、戦国時代から江戸時代初期にかけての神道家。吉田兼右の子で吉田兼見の弟。別名を龍玄とも。豊国廟の社僧として有名。徳川家康の葬儀にも携わった。30歳から約半世紀を記した『梵舜日記』を遺したことでも知られる。

## 生涯
天文22年（1553年）に吉田兼右の次男として産まれる。吉田家の次男は氏寺である神龍院（吉田神道の創設者である吉田兼倶が吉田山に創建した仏教寺院）に入ることが習わしであったため、梵舜も神流院の住職となる。従二位神祇大副となった兄の吉田兼見に比べ、身分はかなり低く、才智も平凡だったとされるが、その分、交際範囲も広く、行動の自由度も大きかったと見られる。
慶長3年（1598年）に豊臣秀吉が逝去すると、梵舜は兄である吉田兼見と共に豊国廟の創立に尽力、その社僧となる。梵舜は豊国神社の別当として、秀吉の七回忌にあたる慶長9年（1604年）には臨時祭の開催に奔走。また慶長15年（1610年）には甥の萩原兼従と共に駿府や江戸へ赴き徳川家康に謁見、豊国神社の社領安堵を受けた。慶長18年（1613年）には大坂城鎮守豊国社の創建遷宮を行った。しかし、慶長20年（1615年）の大坂の陣で豊臣家が滅びると状況が一変、家康によって方広寺の鎮守とするために豊国神社の破却を命じられる。梵舜は金地院崇伝や板倉勝重ら幕閣に掛け合うなど豊国神社維持の為に東奔西走するが、破却の決定は覆らなかった。ただし梵舜の役宅である神宮寺の寺領は安堵されたため、社殿は崩れ次第とされながらも秀吉を弔うための祭祀は継続することが出来たという。
豊国神社の維持には失敗したものの、梵舜の神道家としての権威は依然として衰えなかった。梵舜は神道に造詣が深く、豊臣秀吉のような権力者に信任され、更に後水尾天皇や公卿たちにも神道を進講するほどであった。慶長19年（1614年）には後陽成上皇に章節を付けた『中臣祓詞』を献上した。秀吉死後は徳川家康とも関係が深く、慶長10年（1605年）には家康に命じられて（銃の力に脅迫されて）徳川氏を新田源氏に繋げる系図捏造にも携わったといわれている。家康も駿府や大坂の陣の陣中で梵舜から講義を受けた一人である。元和2年（1616年）4月に徳川家康が逝去すると、梵舜はその葬儀を任され家康を久能山に埋葬した。一方で梵舜は日記によると、豊国神社の破却決定から家康の発病まで各所の神社に多くの祈願をしており、津田三郎は家康を呪詛する意図があったと推測している。
梵舜の神道家としての立場が揺らぐのは、家康の一周忌において、家康の遺体を久能山から日光山に改葬する際のことである。当初梵舜は金地院崇伝や本多正純たちと共に吉田神道の形式に則って家康を明神（大明神）として祀ろうとするが、山王一実神道形式での祭儀を推す天海と対立。最終的に天海に論争で敗れ、家康は権現（東照大権現）として祀られることになる。以降は山王一実神道が権勢を増し、反対に吉田神道の影響力はその分、後退することになった。
この頃から梵舜は、妙法院の僧侶たちから豊国神社へと至る参道を封鎖される、神宮寺の境内の草を無断で刈られるといった嫌がらせを受けていた。梵舜は妙法院の非道を幕府に訴えるが相手にされず、逆に神宮寺を妙法院に引き渡すよう勧告を受ける。梵舜は元和5年（1619年）9月に神宮寺を妙法院に引渡し、自身が住職を務める神龍院へと退去した。神龍院でも梵舜は密かに秀吉を鎮守大明神として祀り、豊国神社再興を祈願し続けたといわれる。
寛永9年11月18日（1632年12月29日）、享年80にて死去した。
梵舜は天正11年（1583年）から最晩年の寛永9年（1632年）に至るまでの詳細な日記『梵舜日記』（別名『舜旧記』）を残している。全三十三巻に及ぶ彼の日記は、近世初頭の政治史・神道史、とりわけ豊国神社の栄枯盛衰、豊臣から徳川への権力変遷を伝える貴重な史料である。梵舜が豊臣秀吉の妻である高台院と関係が深かったことから、近年晩年の高台院の動向を伝える史料としても注目を集めている。